# Günter Krispel
Günter Krispel (22 de septiembre de 1951) es un deportista austríaco que compitió en bobsleigh. Ganó una medalla de bronce en el Campeonato Europeo de Bobsleigh de 1982, en la prueba cuádruple.

## Palmarés internacional
| Campeonato Europeo | Campeonato Europeo         | Campeonato Europeo | Campeonato Europeo |
| Año                | Lugar                      | Medalla            | Prueba             |
| ------------------ | -------------------------- | ------------------ | ------------------ |
| 1982               | Cortina d'Ampezzo (Italia) | Medalla de bronce  | Cuádruple          |